# Auf dem Stein (Menden)

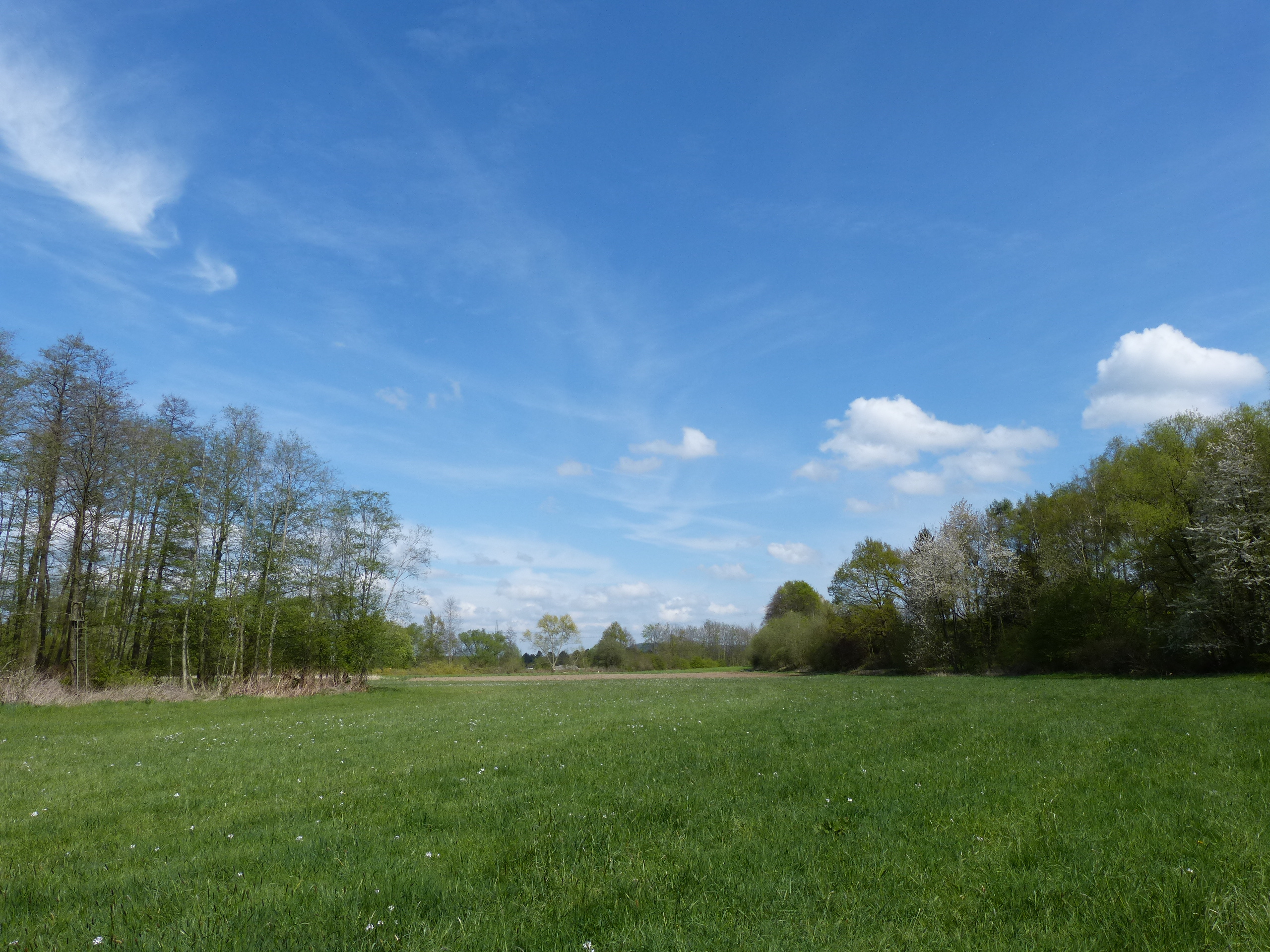
Mähwiese am Heideweg

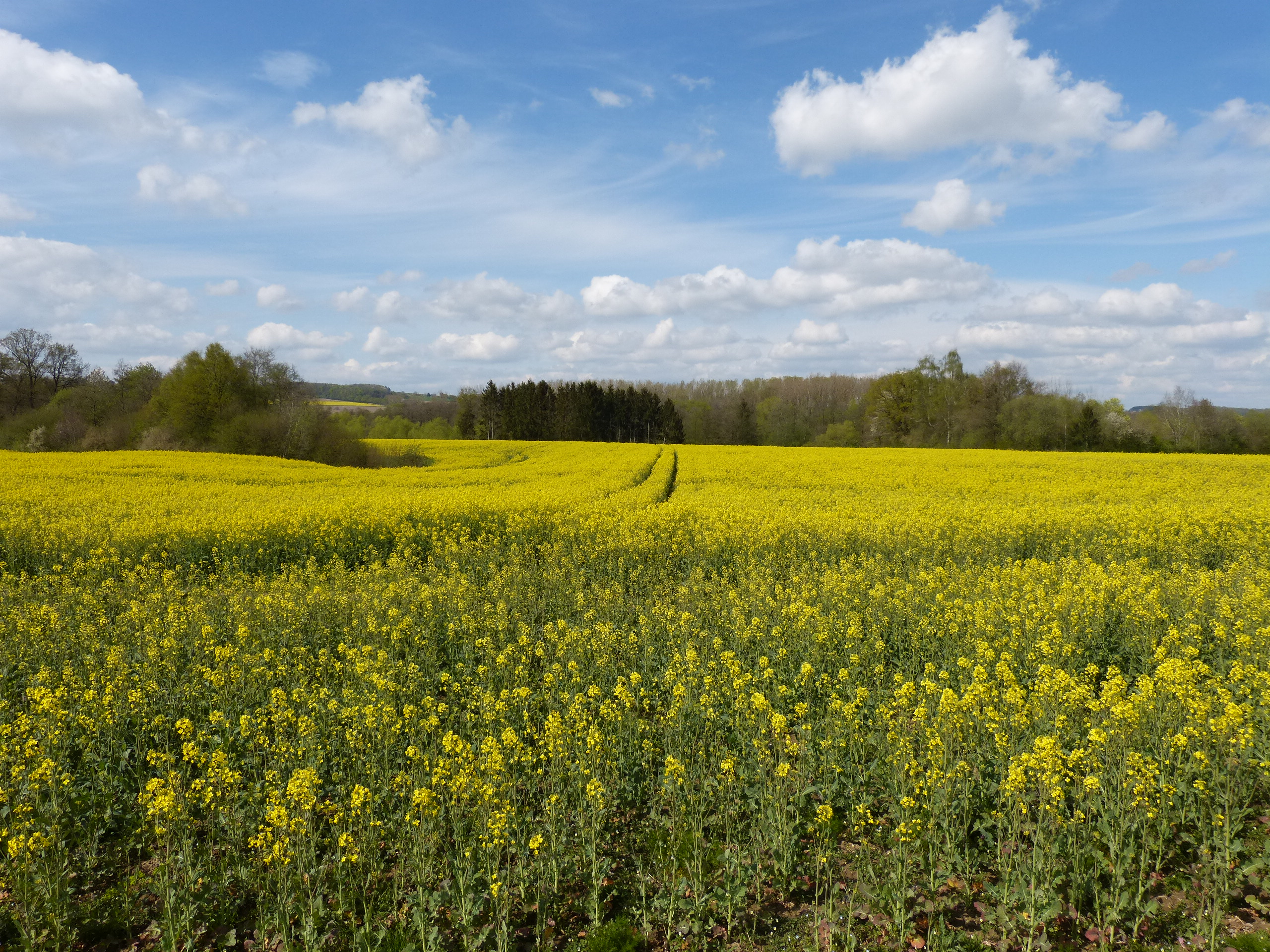
Im Hintergrund: Lage des Naturschutzgebiets zwischen Bauernstattsweg und Ruhr

Auf dem Stein ist ein nordöstlich von Schwitten ausgewiesenes Naturschutzgebiet (NSG) unmittelbar an der Ruhr, mit Feuchtgebieten, Waldflächen, einem Teich und einem zugewachsenen Tümpel (Stillgewässer). Die Mitte der Ruhr bildet im Norden die Schutzgebietsgrenze, die zugleich Kreisgrenze zwischen dem Märkischen Kreis und dem Kreis Unna ist. Südlich wird das Gebiet von der mit Gehölzen bewachsenen Talrandkante begrenzt, dessen Gebiet im weiteren Verlauf in Richtung Süden gering ansteigt.

## Beschreibung
Bei dem NSG handelt sich um eine im Jahre 1960 per Verordnung der Bezirksregierung Arnsberg eingerichtete Schutzzone, die heute innerhalb der Stadt Menden (Sauerland) liegt. Mit einer Fläche von rund 31 ha ist die Fläche das älteste NSG innerhalb der heutigen Stadtgrenzen. Das Gebiet liegt im sogenannten Niedersauerländer Ruhrtal, das als natürliche Waldlandschaft eine typische Stromtal-Landschaft, bestehend aus unterschiedlichen Arten von Sternmieren-, Stieleichen-, Hainbuchen-Auenwäldern bis zu den in nassen und versumpften Bereichen vorkommenden Erlenbruchwäldern bzw. den in häufig überfluteten Auenbereichen heimischen Silberweiden-Auenwäldern und Weidengebüschen, aufweist. Direkt gegenüber dem NSG, nördlich der Ruhr, liegt das Naturschutzgebiet Kiebitzwiese.
Zentrale Bedeutung hat der in der Ruhraue gelegene ca. 5,0 ha große Ententeich, der 1923 beim Bau des Wasserkraftwerks im Zuge der Bodenausbaggerung bzw. Ruhr Anstauung entstanden ist und heute als Angelgewässer genutzt wird. Der Ententeich liegt südlich der Ruhr und ist vom Fluss durch eine schmale Landzunge, bewachsen mit dichtem Ufergehölz aus Erlen und Weiden, getrennt. Die dichten Uferzonen des Teichs sind mit ausgedehnten Schilf-Röhricht bewachsen, der in Weidengebüschen und einen von Rinnsalen durchzogenen Erlenwald bzw. Erlenmischwald übergeht. Die dichte Unterwasservegetation besteht aus der sogenannten Wasserpest.
Im Südosten liegt eine großflächige Weideparzelle (Mähwiese), zur Ruhr hin von Wasser-Schwaden geprägt. Im Norden der Weide liegt ein Tümpel (ca. 2,5 ha), der nahezu vollständig mit unterschiedlichen Röhrichtarten, wie Froschlöffel und Wasserfeder zugewachsen ist. Die Weide ist bevorzugter Brutplatz zahlreicher Wasservögel, die hier häufig im Frühjahr und im Herbst anzutreffen sind.
Schutzwürdige Zonen sind insbesondere:
- 1,73 ha Schwarz-Erle und Gemeine Esche
- 5,08 ha Moor- und Bruchwälder
- 2,00 ha Feldgehölze
- 0,35 ha linienförmige Gehölzstrukturen und Einzelbäume
- 0,66 ha Sümpfe mit Riede und Röhrichte
- 1,00 ha Nass- und Feuchtgrünland einschließlich Brachen
- 7,50 ha Stillgewässer
- 3,40 ha Fließgewässer

## Schutzziele
Gemäß § 20 Landschaftsgesetz Nordrhein-Westfalen (LG NW) werden Naturschutzgebiete zur Erhaltung, aus wissenschaftlichen, naturgeschichtlichen, landeskundlichen oder erdgeschichtlichen Gründen oder wegen der Seltenheit bzw. der besonderen Eigenart ausgewiesen.
Im NSG ′Auf dem Stein′ ist hauptsächlich der Erhalt eines störungsarmen und naturnahen Nassbiotops gewünscht, das zwar die fischereiliche Nutzung erlaubt, aber zwingend die Unterlassung einer forstlichen Nutzung beinhaltet.

### Kurzfristig
Die Unterschutzstellung erfolgt zur Erhaltung, Herstellung und Wiederherstellung eines überregional bedeutsamen Biotops mit seltenen und gefährdeten landschaftsraumtypischen
Tier- und Pflanzenarten, das sich vor allem durch Gewaesserbiotope, Röhrichte, Bruch- und Auenwälder sowie Laubwälder auszeichnet. Das NSG ist zudem Rastplatz und Winterquartier für Zugvögel.

### Langfristig
Langfristig sollen die Waldflächen wiederhergestellt werden, die als Laubwaldgebiete mit ihren verschiedenen Entwicklungsstadien eine natürliche Strukturvielfalt entwickeln sollen. Dabei hat die natürliche Verjüngung der Gehölze Vorrang vor Neuanpflanzungen.

## Lebensraum

### Flora

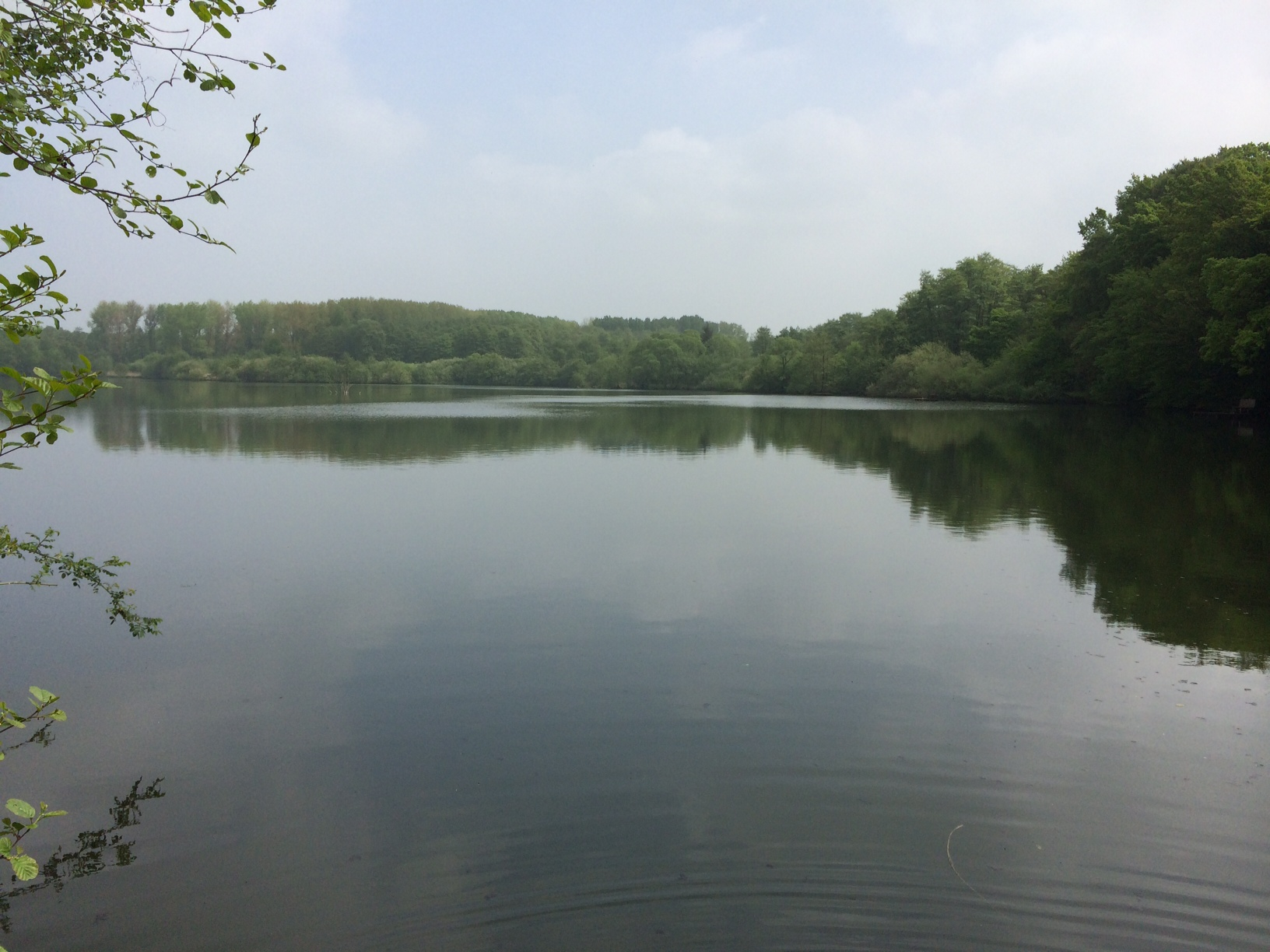
Ententeich

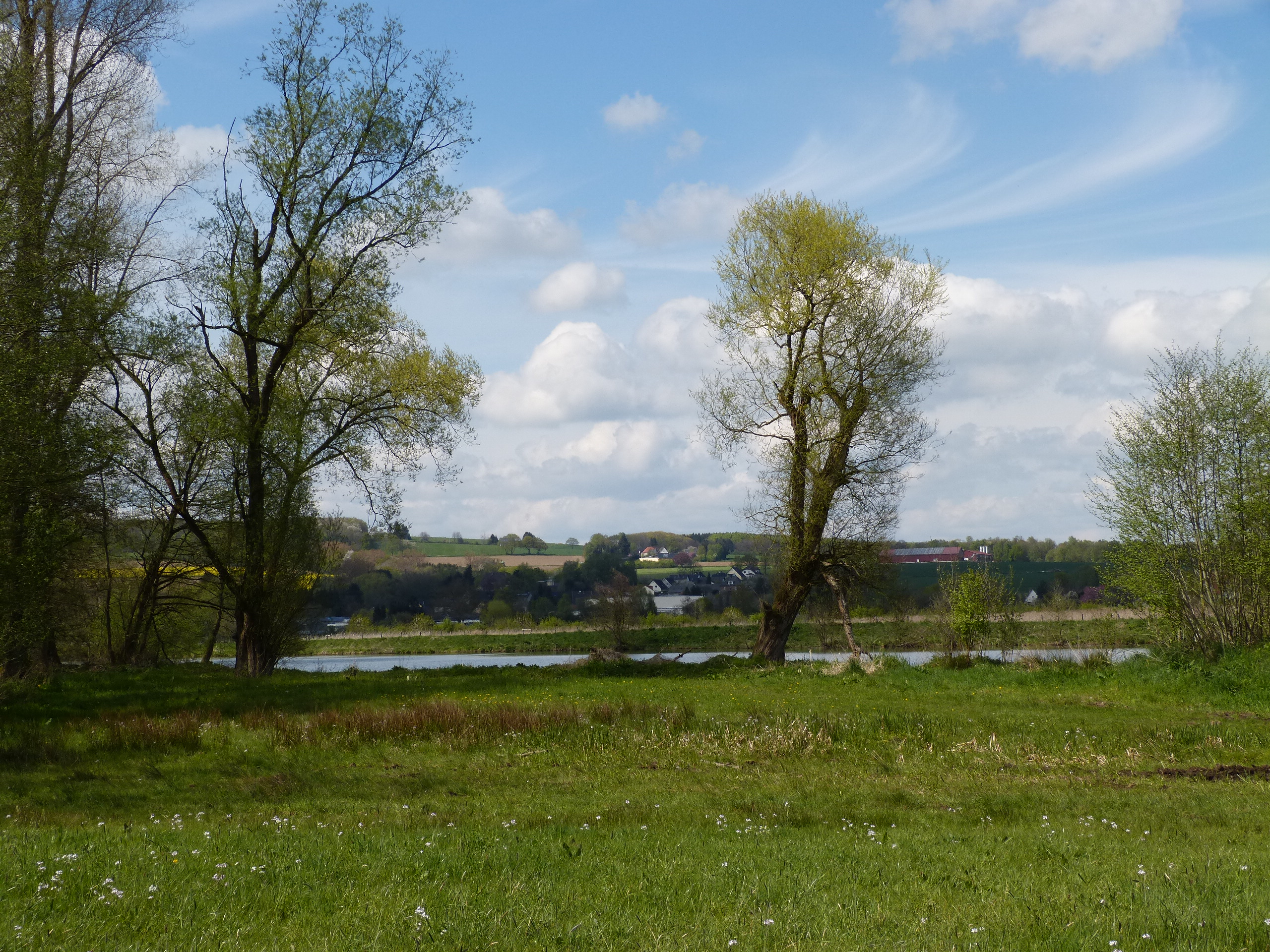
Heide an der Ruhr – Blickrichtung Nord-West

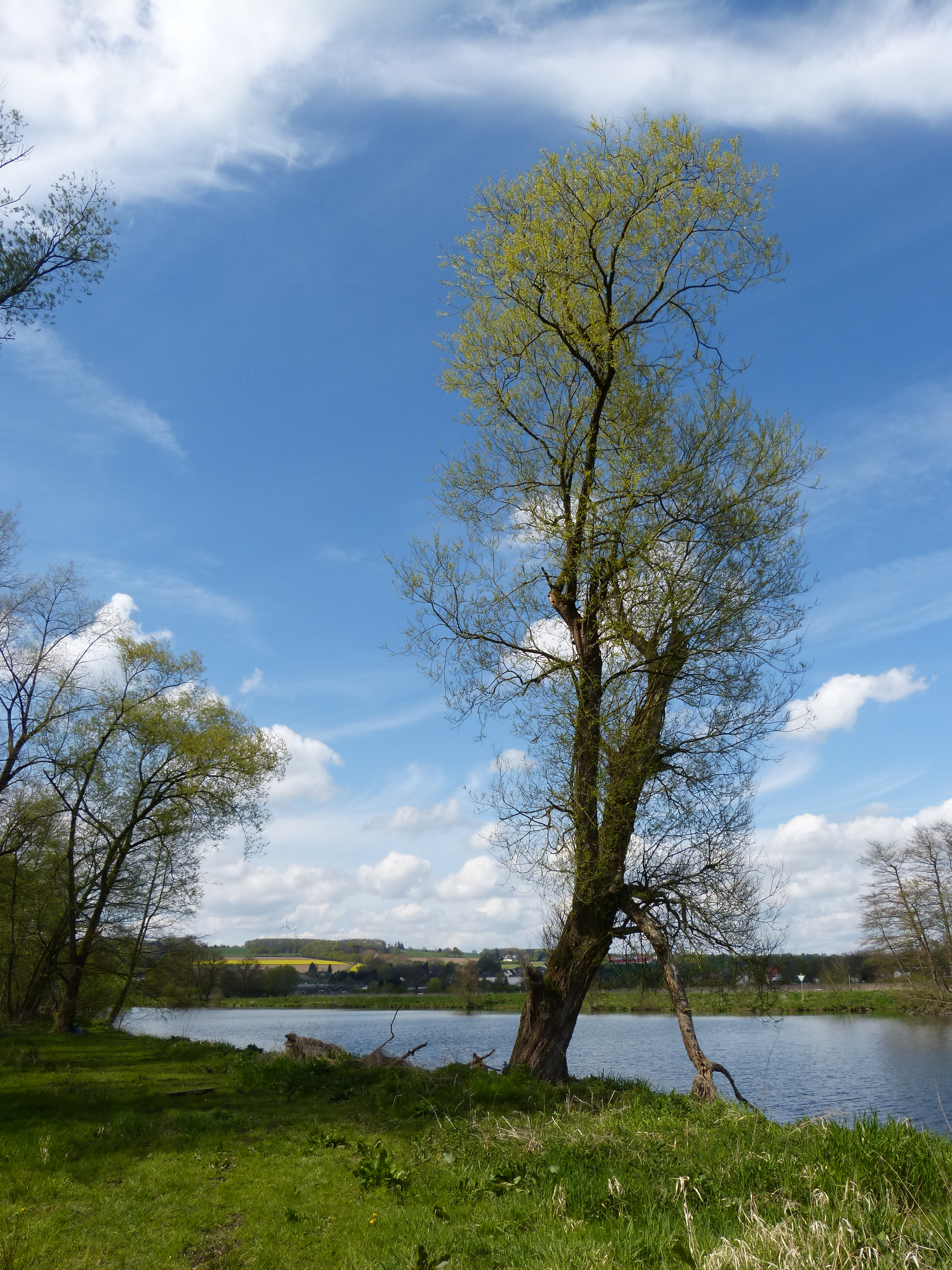
NSG – Einzelbaum an der Ruhr

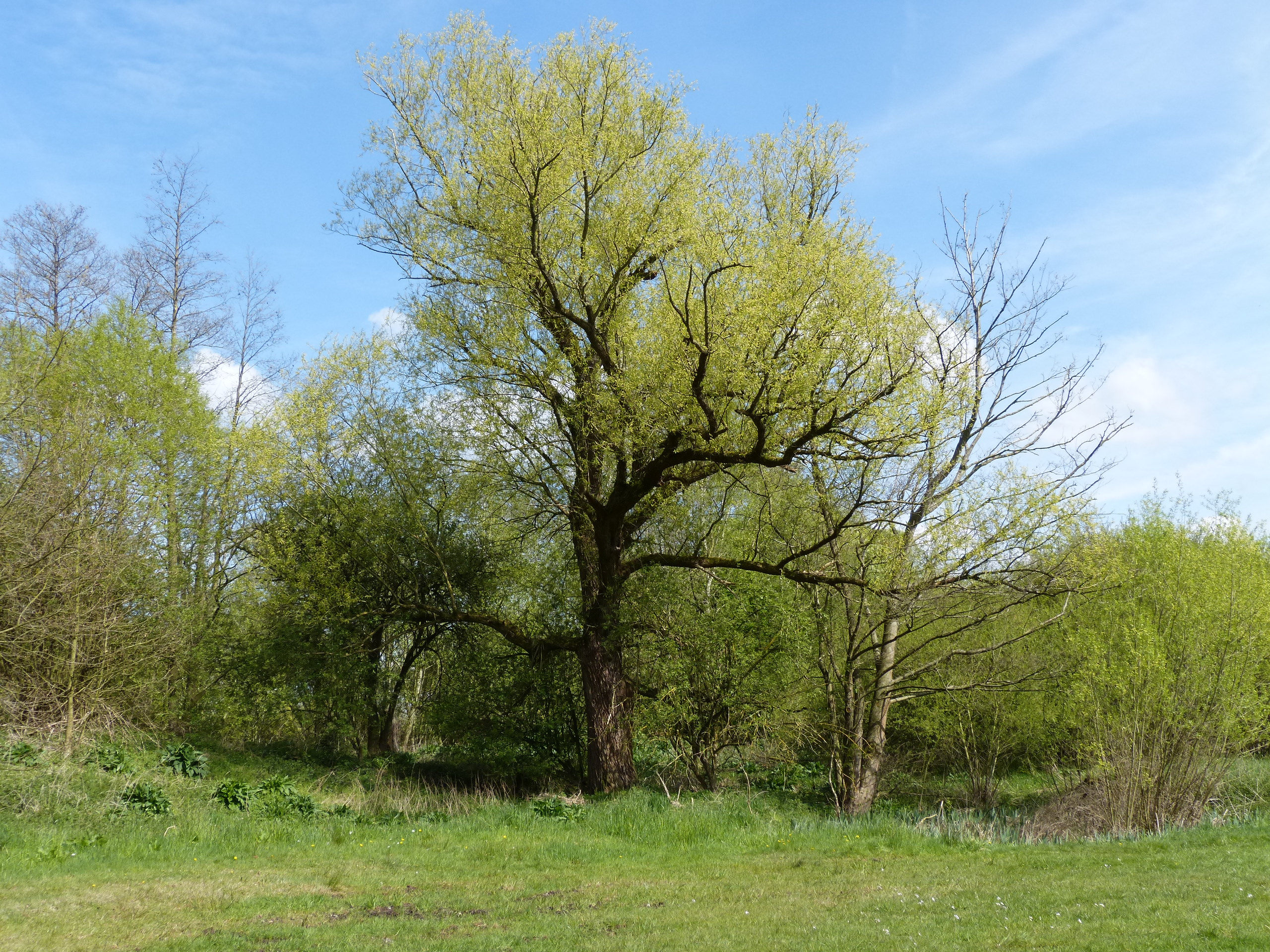
NSG – Einzelbaum auf Weide

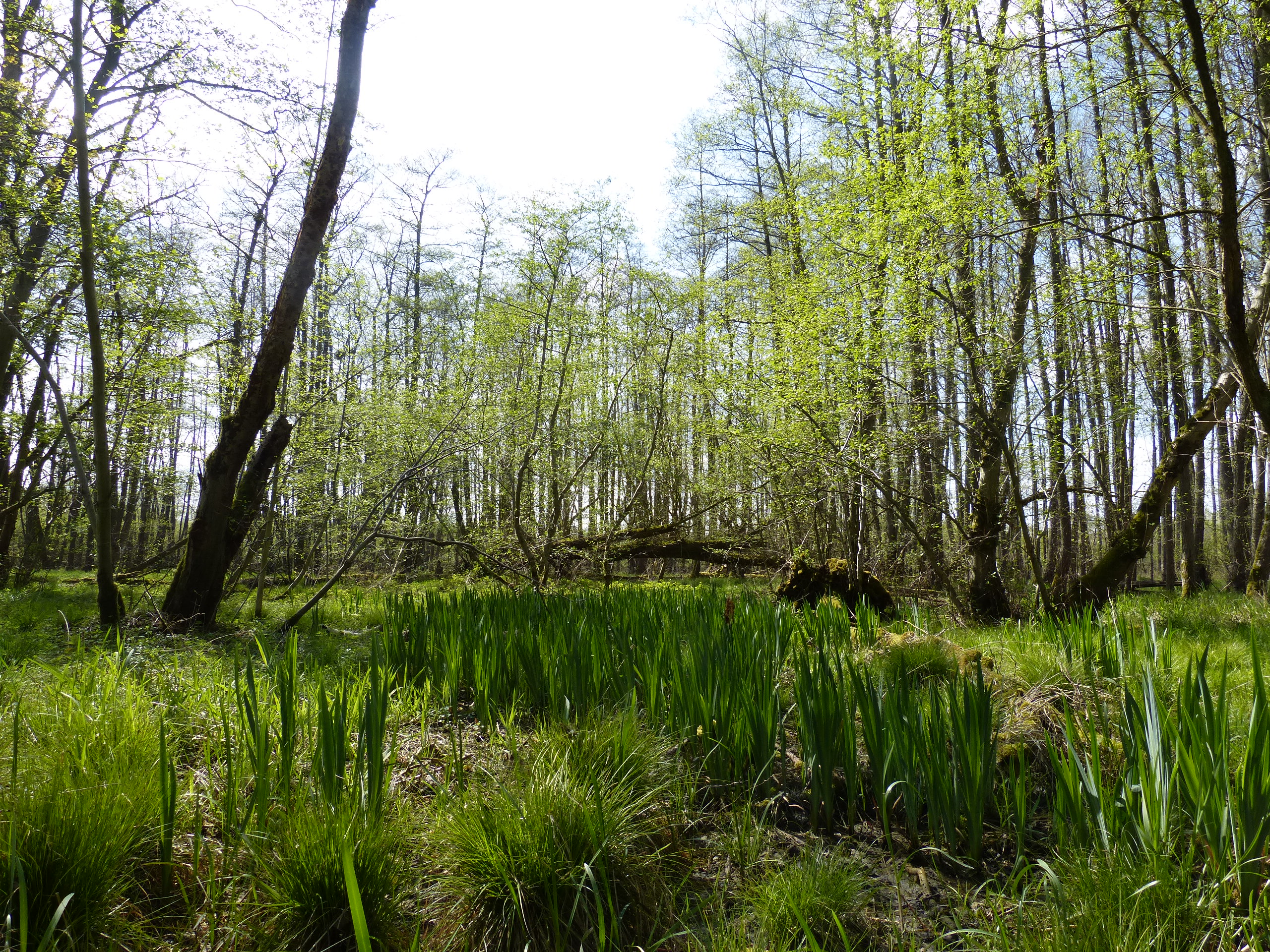
NSG – Sumpfgebiet

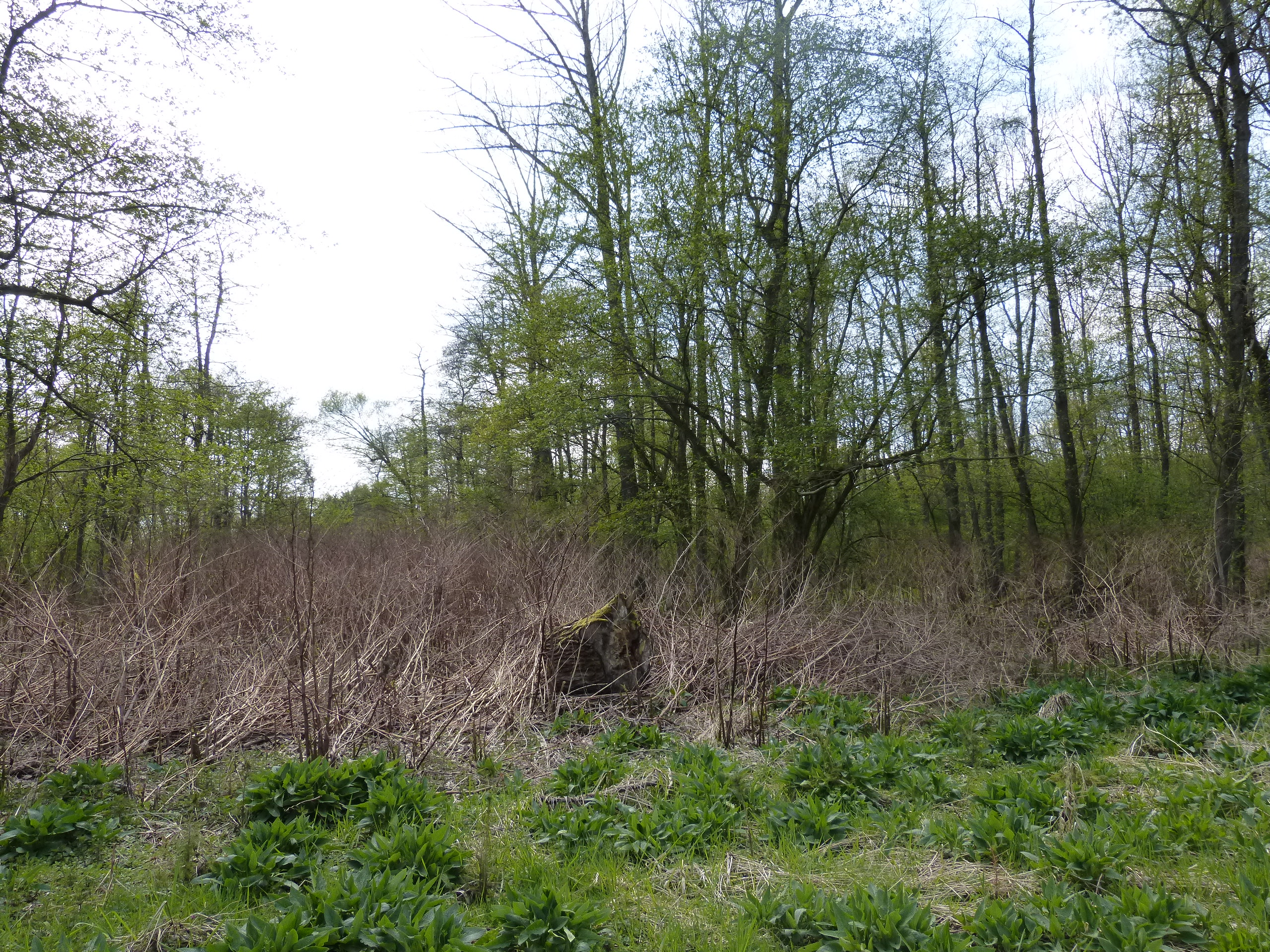
Wald zwischen Ententeich und Weide

Eine intensiv differenzierte Vegetation befindet sich östlich des Ententeichs. Hier finden sich insbesondere Großröhricht, Grauweidengebüsch und Erlenbruchwald. Im Norden, entlang der Ruhr, befindet sich eine dichte Vegetation aus Erlen-Weiden-Auenwald. Auffällig sind die Herden vom Straussfarn in den Feuchtwäldern, im amphibischen Standortkomplex findet sich die Schlangenwurz.
Im Einzelnen finden sich im NSG:
- Asch-Weide Sa. (Salix cinerea)
- Berg-Ahorn (Acer pseudoplatanus)
- Bitteres Schaumkraut (Cardamine amara)
- Bittersuesser Nachtschatten (Solanum dulcamara)
- Breitblaettriger Rohrkolben (Typha latifolia)
- Deutsches Weidegras (Lolium perenne)
- Drüsiges Springkraut (Impatiens glandulifera)
- Echte Zaunwinde (Calystegia sepium)
- Echtes Mädesüß (Filipendula ulmaria (subsp. ulmaria))
- Echtes Springkraut (Impatiens noli-tangere)
- Esche (Fraxinus excelsior (subsp. excelsior))
- Fichte (Picea abies)
- Flatter-Binse (Juncus effusus (subsp. effusus))
- Gegenblättriges Milzkraut (Chrysosplenium oppositifolium)
- Gelbe Schwertlilie (Iris pseudacorus)
- Gemeine Waldsimse (Scirpus sylvaticus)
- Gemeiner Beinwell (Symphytum officinale)
- Gewöhnliche Schlehe (Prunus spinosa)
- Gewöhnliche Wald-Engelwurz (Angelica sylvestris)
- Grau-Erle (Alnus incana (subsp. incana))
- Große Brennnessel (Urtica dioica)
- Gundermann (Glechoma hederacea)
- Haselnuss (Corylus avellana)
- Fahl-Weide (Salix rubens (S. alba x fragilis))
- Hopfen (Humulus lupulus)
- Japan-Staudenknöterich (Fallopia japonica)
- Kanadische Wasserpest (Elodea canadensis)
- Kohl(-Kratz)distel (Cirsium oleraceum)
- Kratzbeere (Rubus caesius)
- Langährige Segge (Carex elongata)
- Pappel unbestimmt (Populus spec.)
- Rasen-Schmiele (Deschampsia cespitosa)
- Rohr-Glanzgras (Phalaris arundinacea (subsp. arundinacea))
- Sand-Birke (Betula pendula)
- Schilf (Phragmites australis (subsp. australis))
- Schlangenwurz (Calla palustris)
- Schwarz-Erle (Alnus glutinosa)
- Schwarzer Holunder (Sambucus nigra)
- Solenopsora candicans (Solenopsora candicans)
- Stiel-Eiche (Quercus robur (subsp. robur))
- Straussfarn (Matteuccia struthiopteris)
- Sumpf-Helmkraut (Scutellaria galericulata)
- Ufer-Wolfstrapp (Lycopus europaeus)
- Wald-Ziest (Stachys sylvatica)
- Wasser-Minze (Mentha aquatica)
- Wasserdost (Eupatorium cannabinum (subsp. cannabinum))
- Weide (Salix spec.)
- Weiße Seerose (Nymphaea alba)
- Wiesen-Knäuelgras (Dactylis glomerata)
- Wiesen-Löwenzahn Sa. (Taraxacum sect. Ruderalia)
- Winkel-Segge (Carex remota)
- Zittergras-Segge (Carex brizoides)

### Fauna
Der Ententeich ist Brutbiotop für eine Vielzahl von Wasservögeln, darunter
- Haubentaucher (Podiceps cristatus)
- Teichhuhn (Gallinula chloropus)
- Blässhuhn (Fulica atra)
- Sumpfrohrsänger (Acrocephalus palustris)
- Teichrohrsänger (Acrocephalus scirpaceus)
- Rohrammer (Emberiza schoeniclus)

Ebenso sind hier der Teichfrosch (Pelophylax kl. esculentus), die Posthornschnecke (Planorbarius corneus) und einige Libellenarten heimisch.